# Heiterwang
Heiterwang est une commune autrichienne du district de Reutte dans le Tyrol.

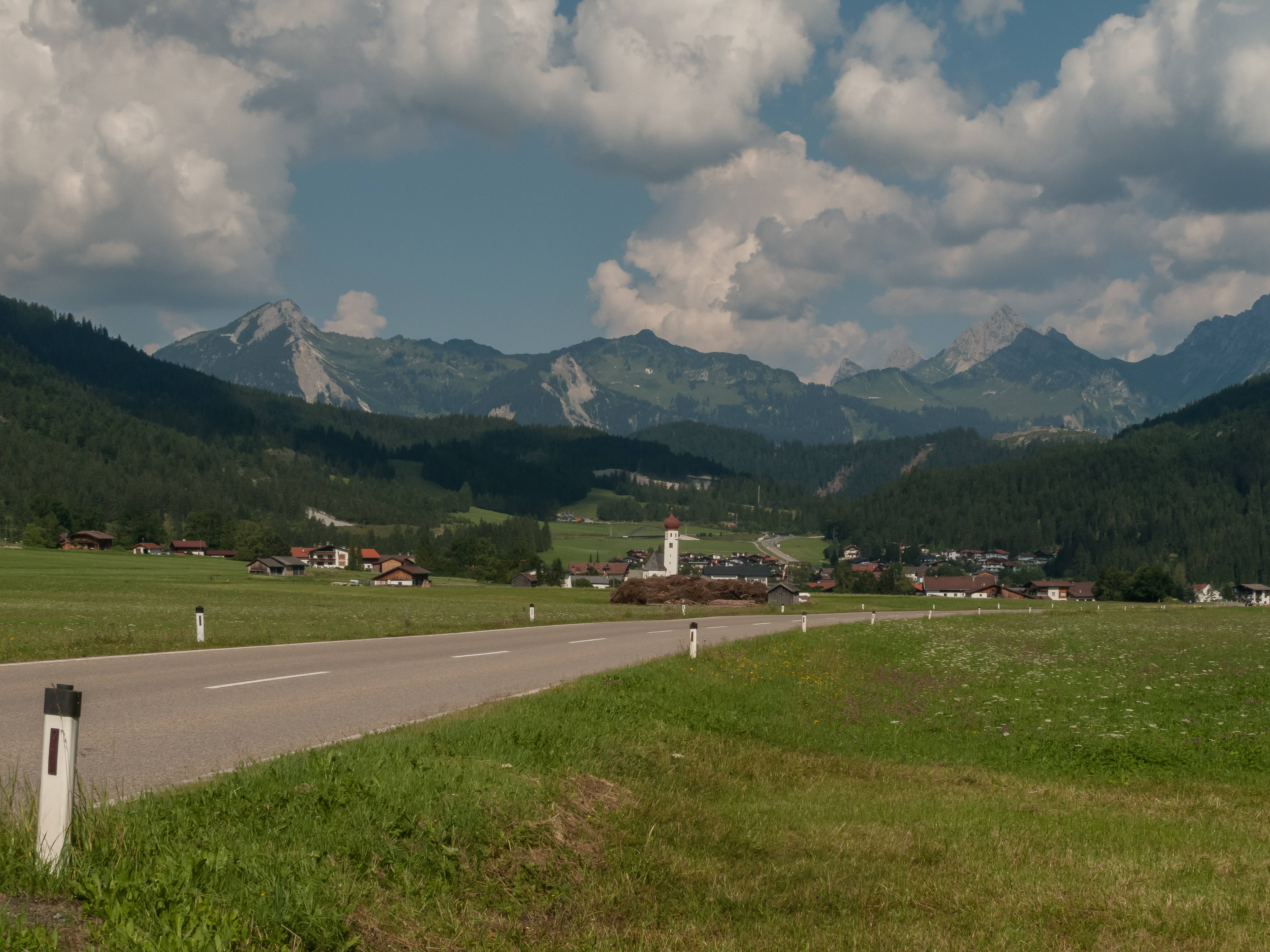
Heiterwang, vue sur le village.

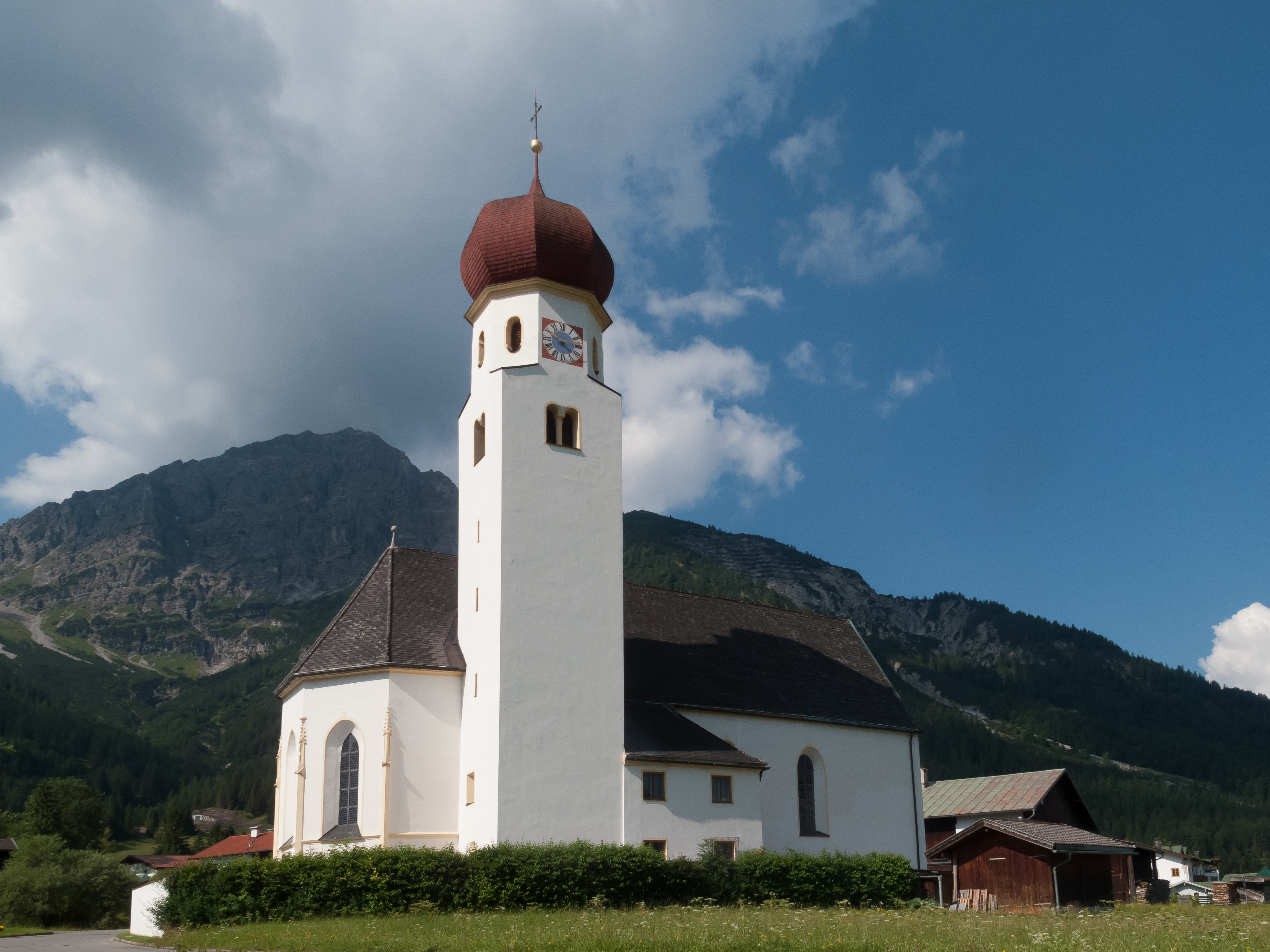
Église : katholische Pfarrkirche Unsere Liebe Frau Maria Himmelfahrt.